# Мирный (Предгорный район)
Ми́рный — посёлок в составе Предгорного района (муниципального округа) Ставропольского края России.

## География

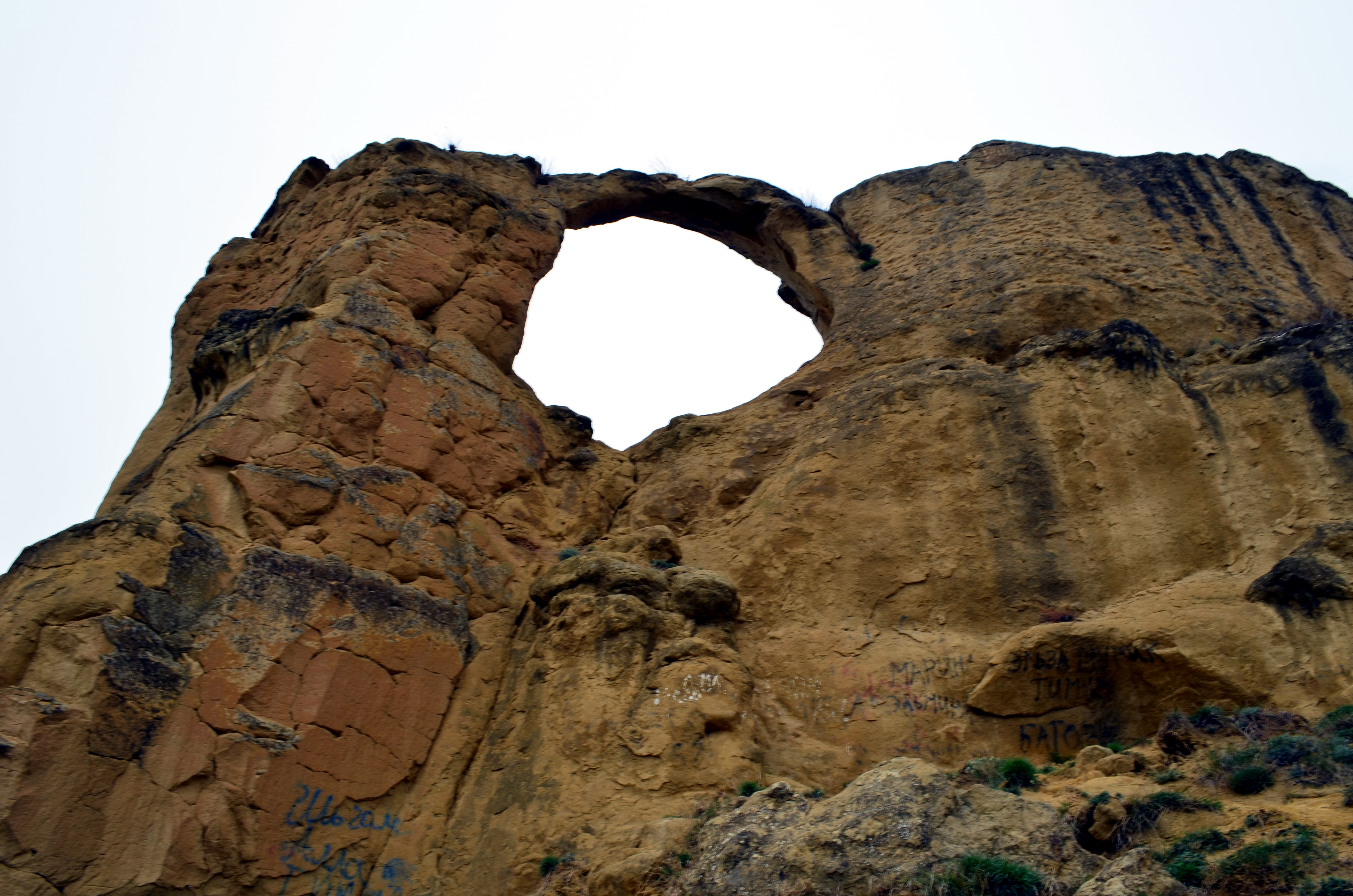
Гора Кольцо

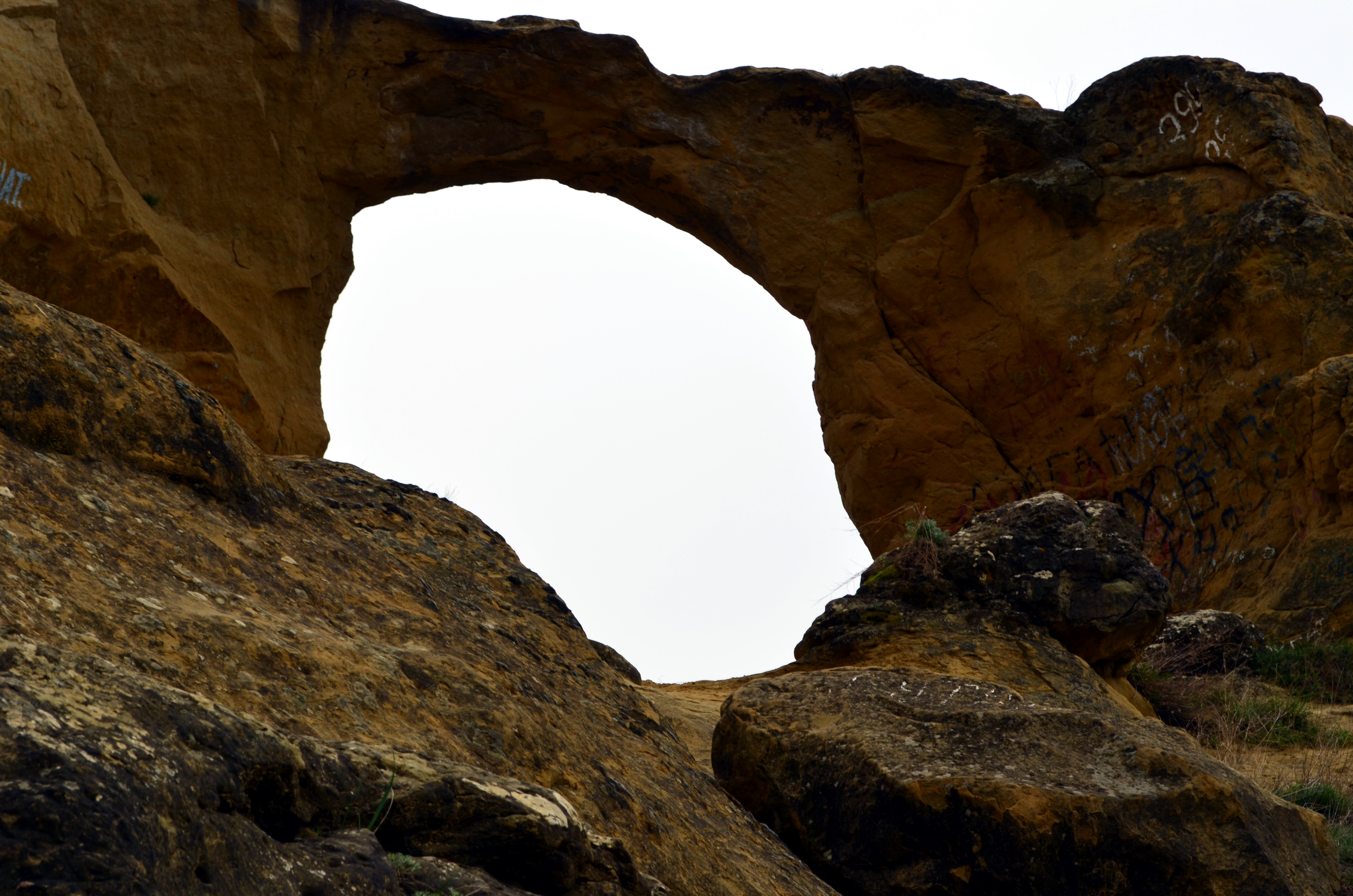
Гора Кольцо

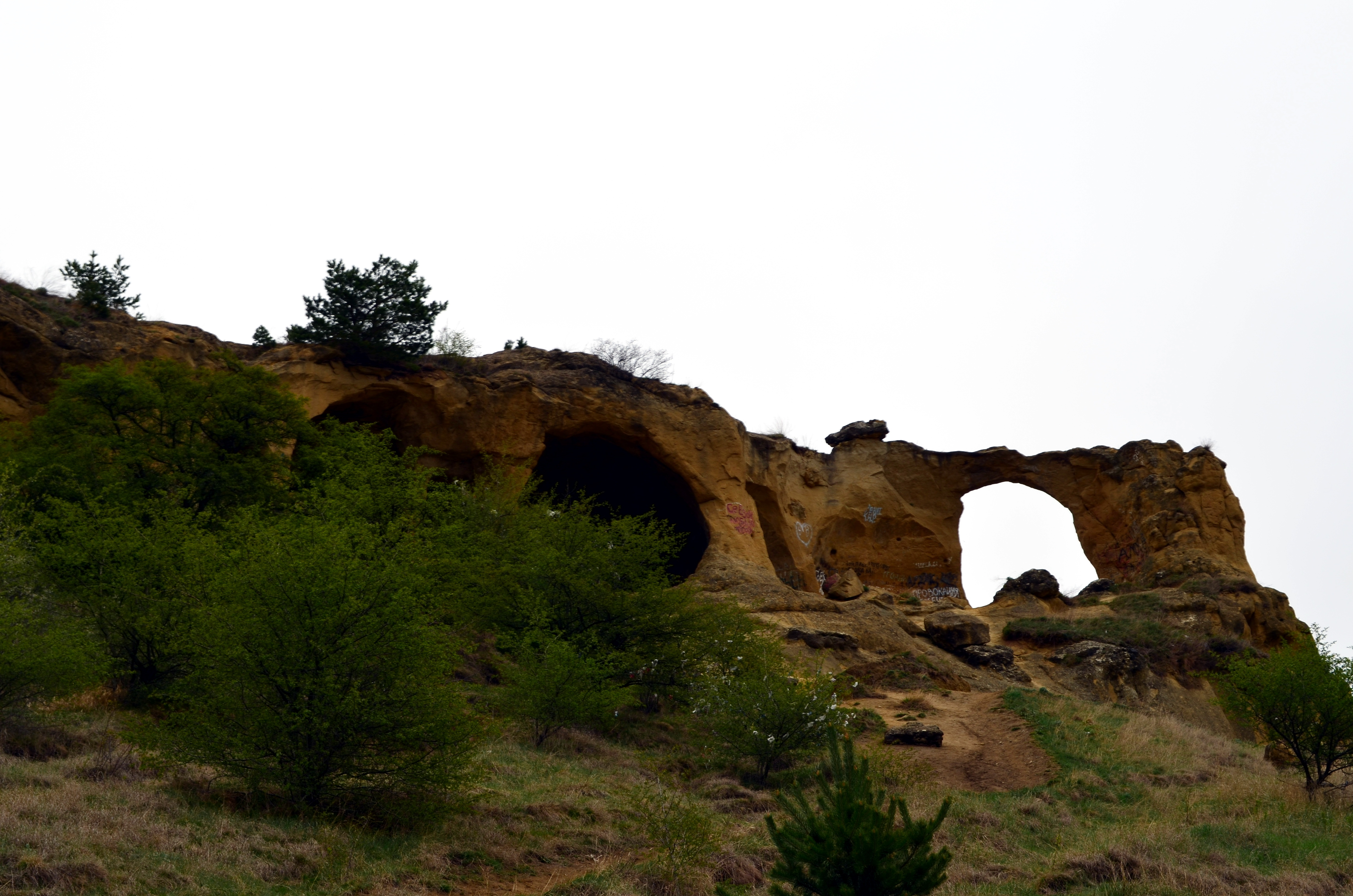
Гора Кольцо с запада

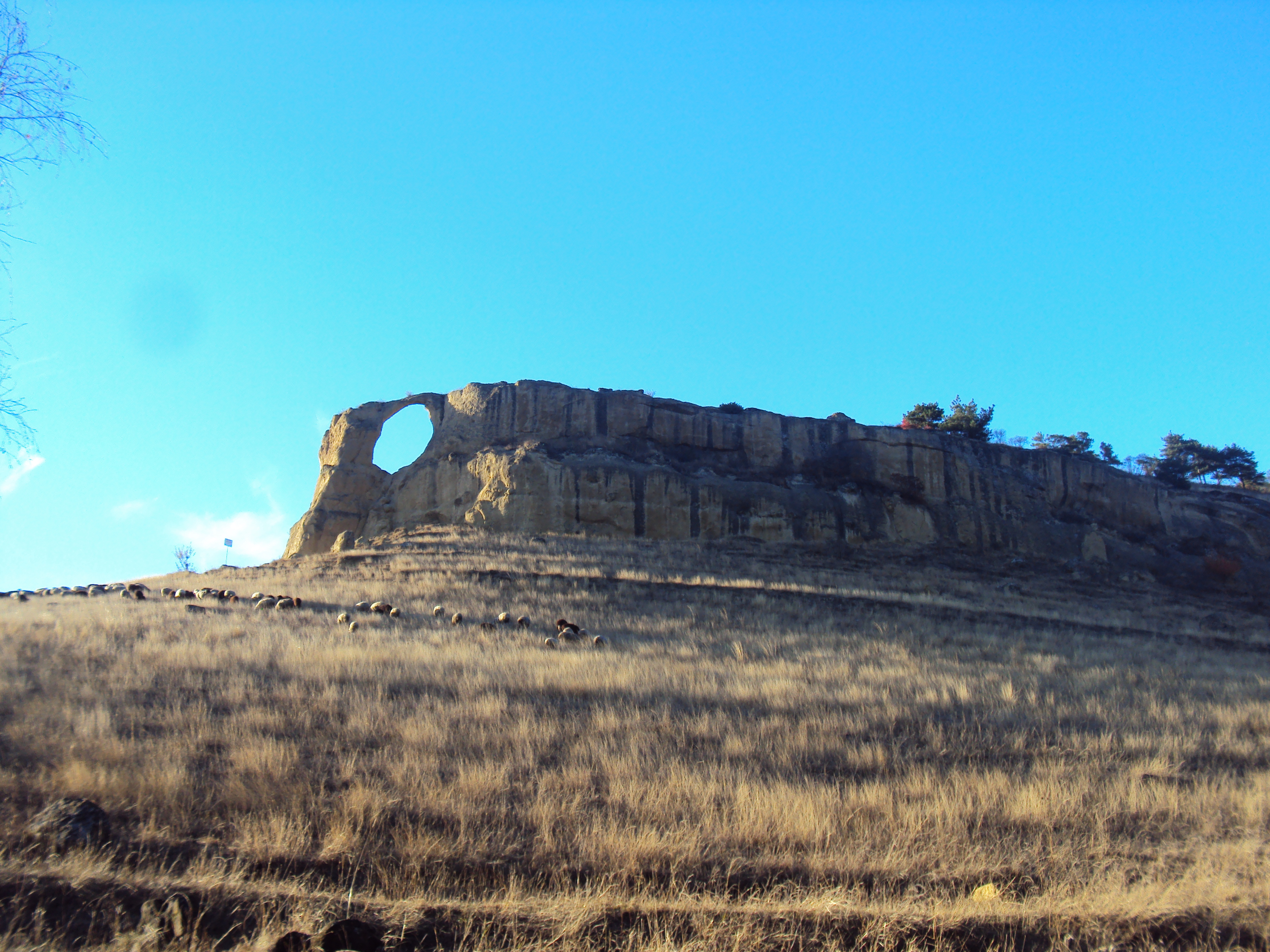
Гора Кольцо с востока

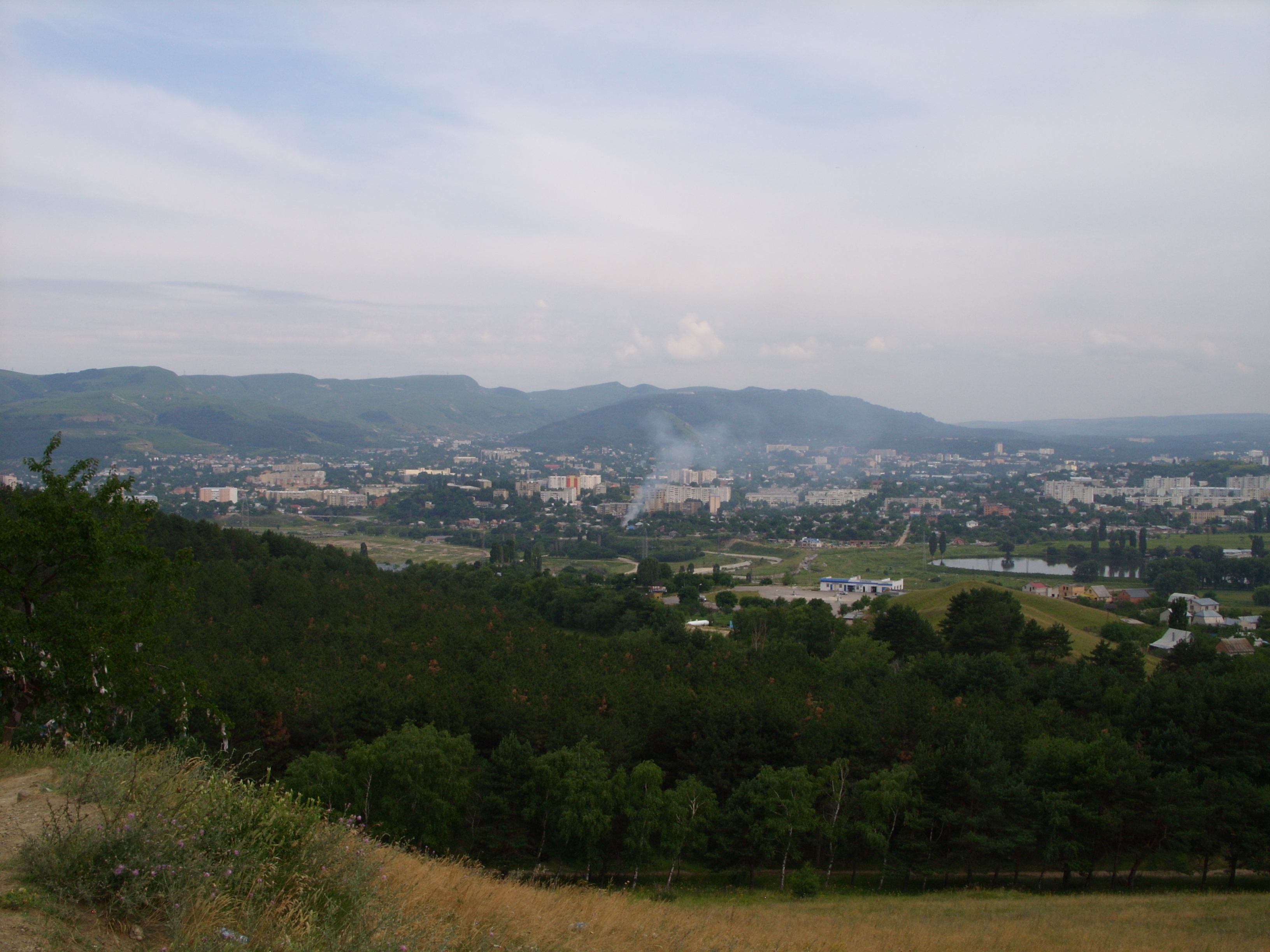
Вид из района горы Кольцо на Кисловодск

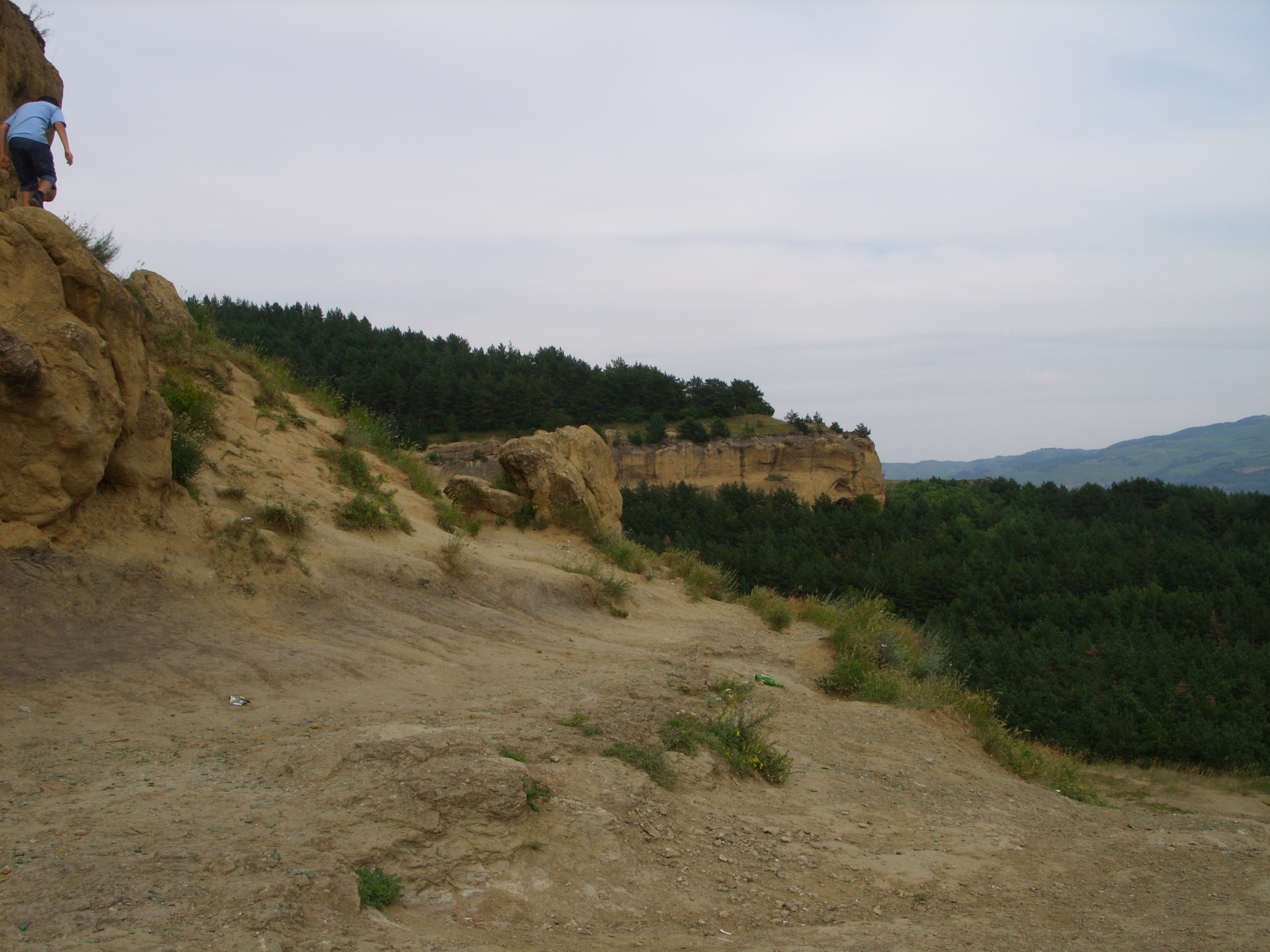
Вид с горы Кольцо на окрестные склоны Боргустанского хребта

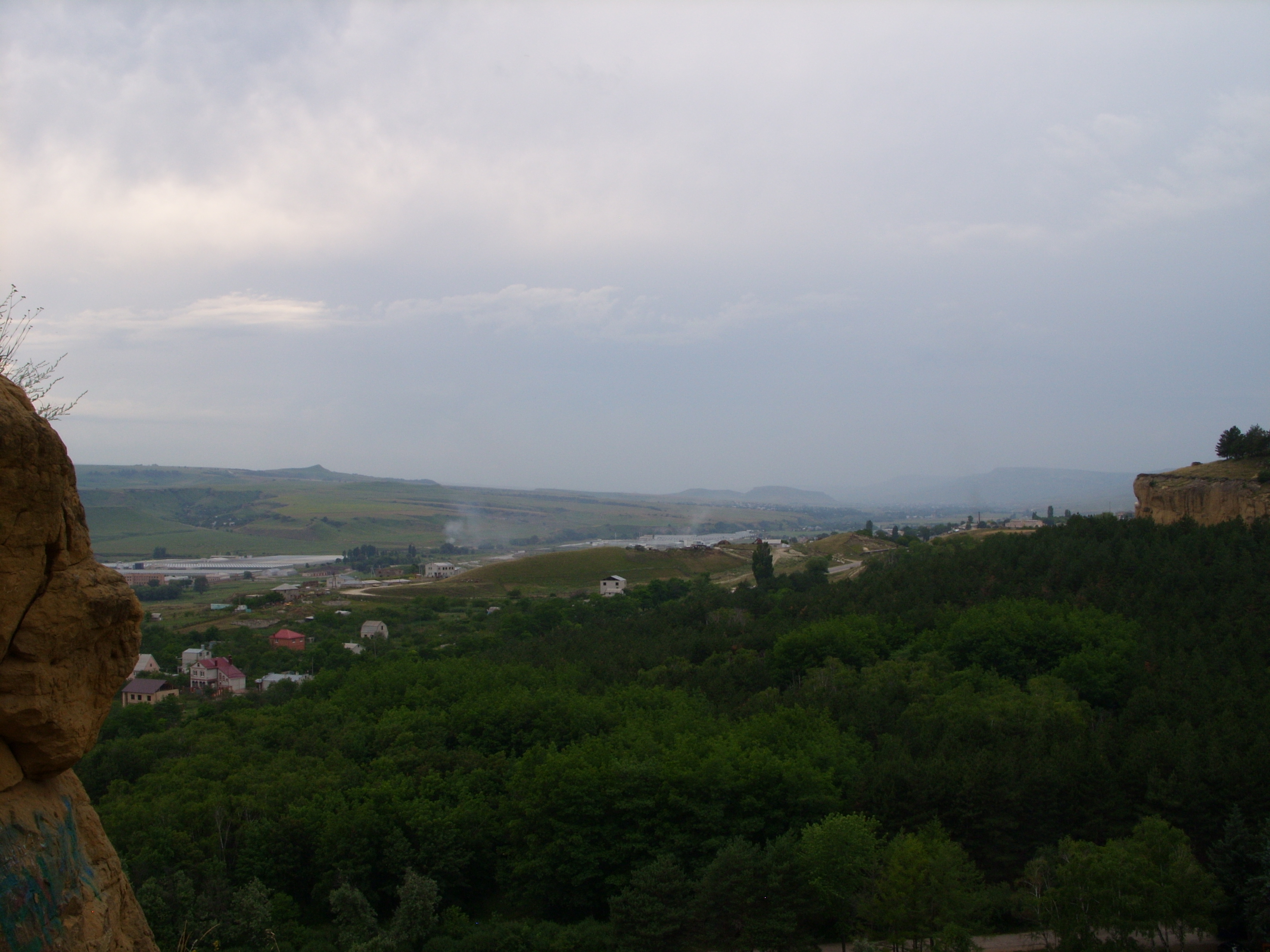
Вид от горы Кольцо в направлении посёлка Мирного

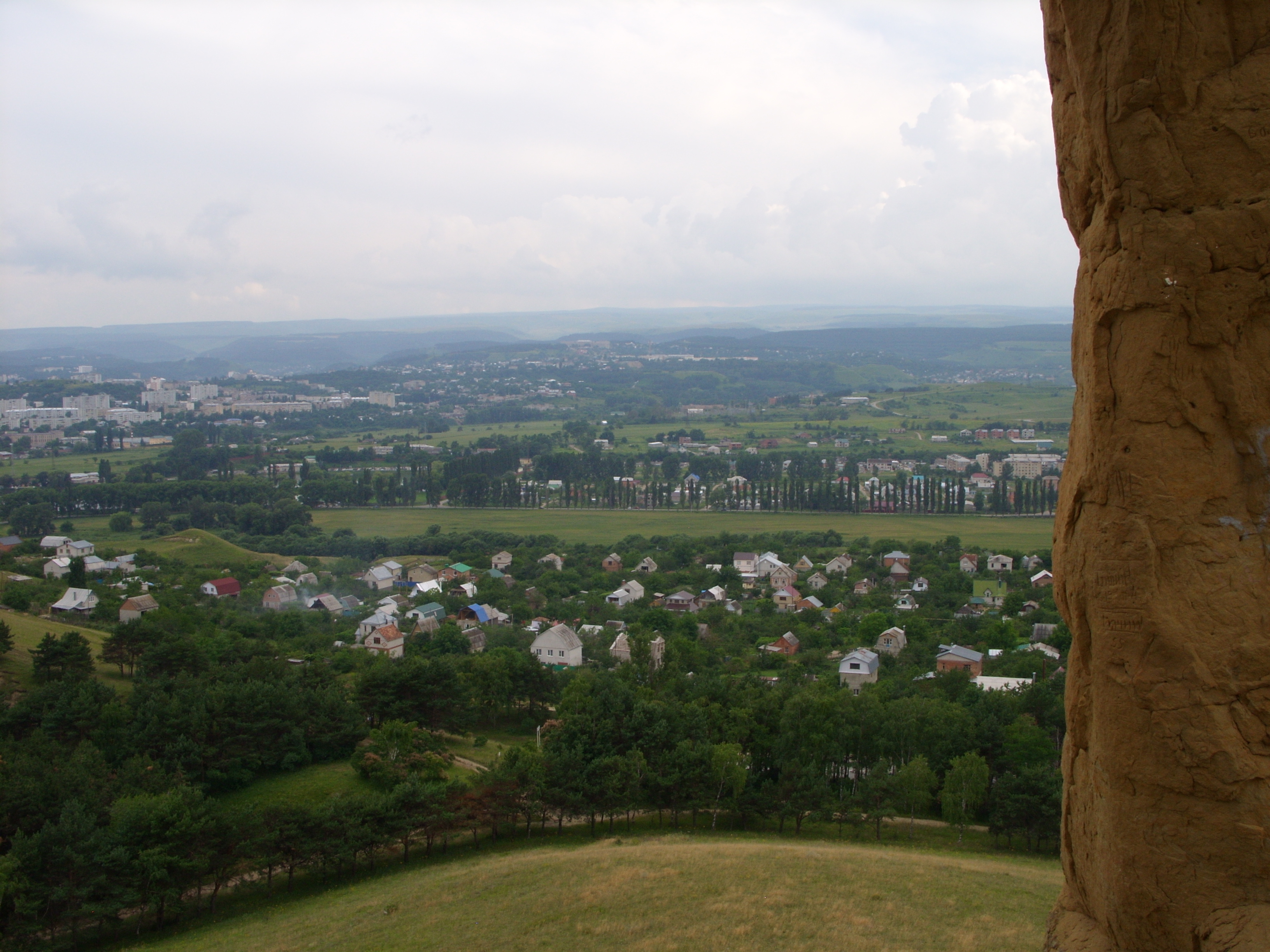
Вид с горы Кольцо. Внизу — посёлок Нежинский

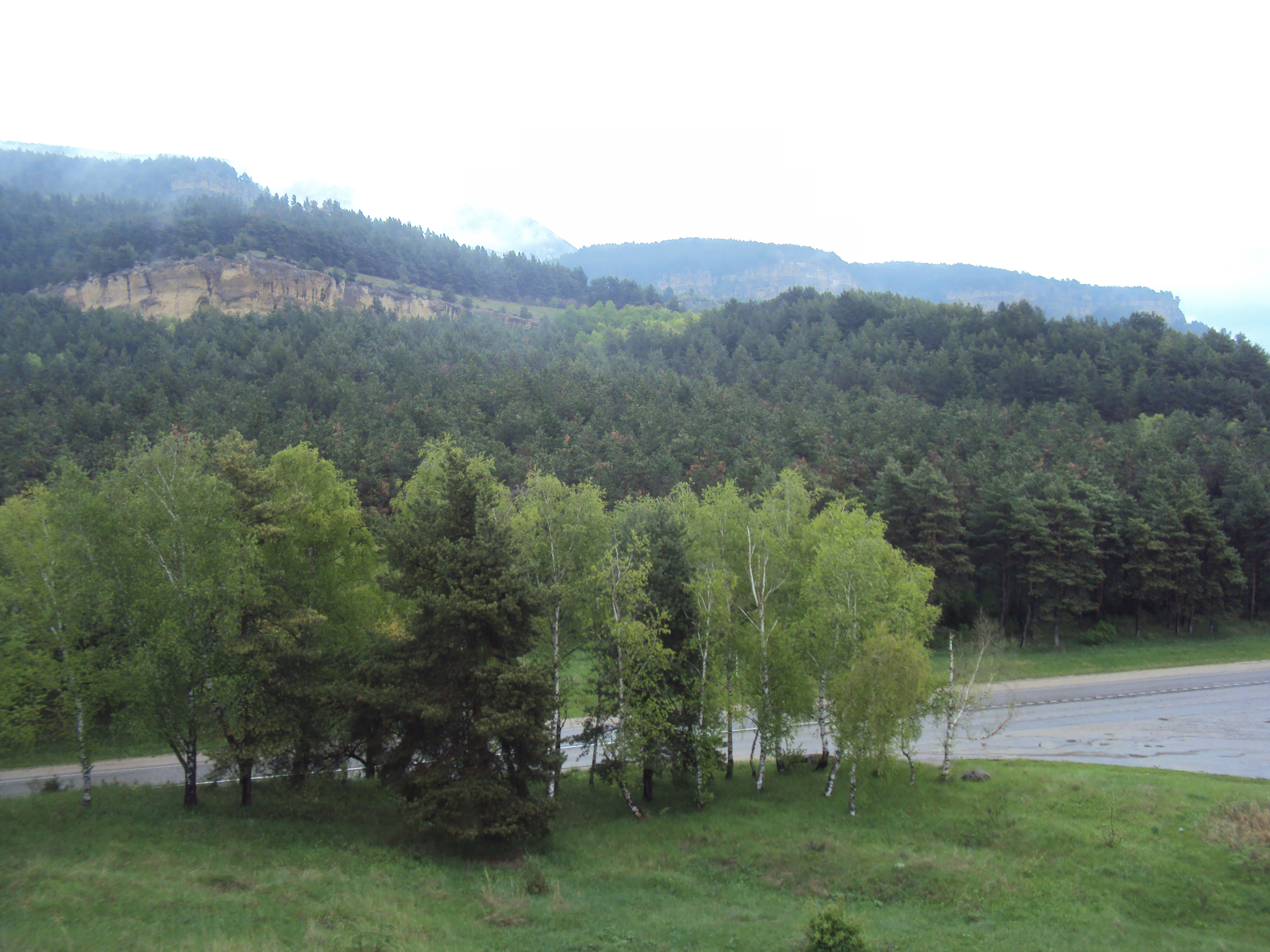
Лесные культуры сосны крымской и сосны обыкновенной в районе горы Кольцо

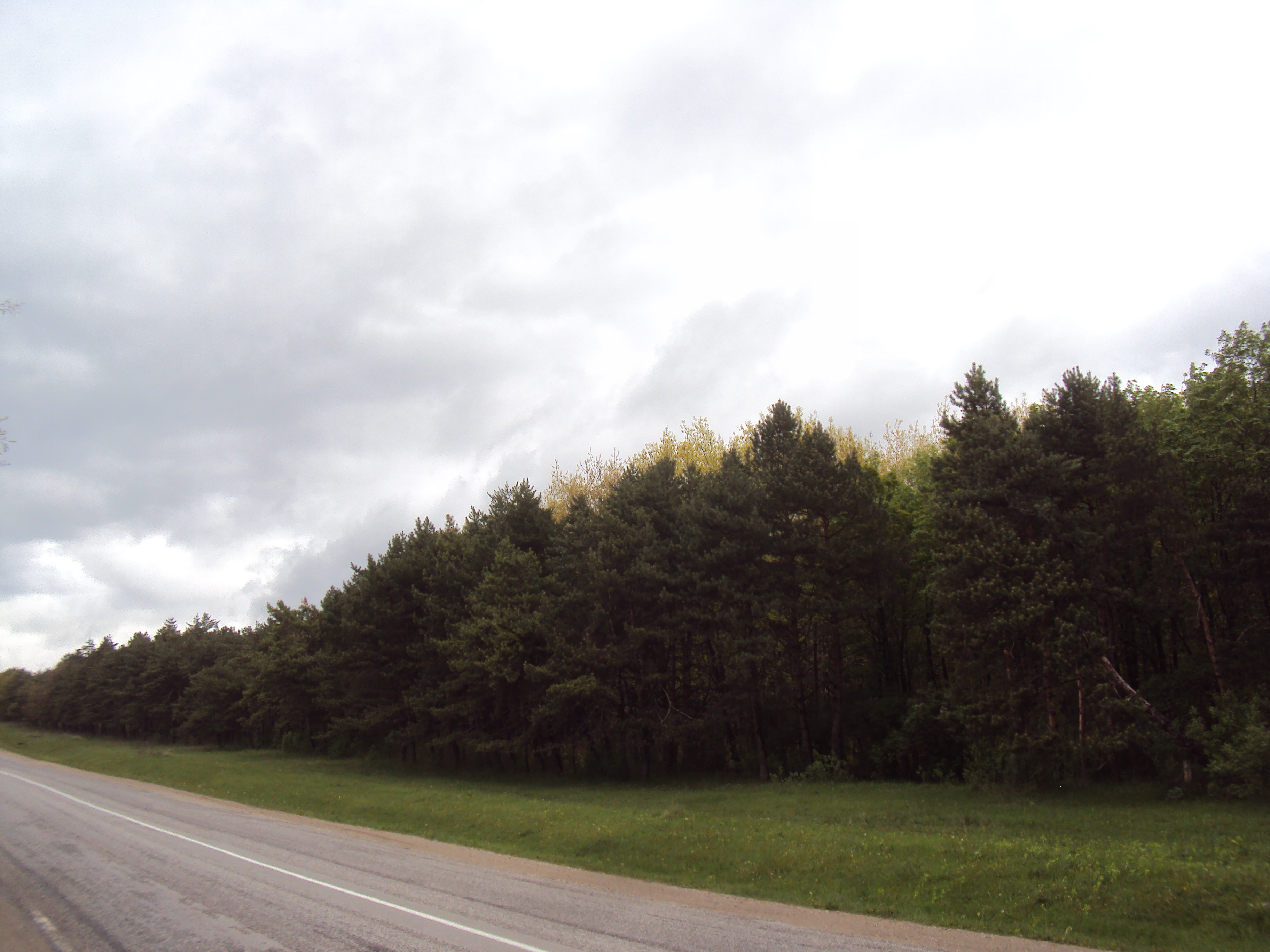
Вдоль трассы от Кисловодска

Расположен в юго-западной части Предгорного района, недалеко от границы Ставропольского края и Карачаево-Черкесии. Южнее Мирного находится посёлок Нежинский, западнее — посёлок Садовая Долина. Земли сельского поселения граничат с землями Нежинского, Подкумского и Яснополянского сельсоветов, городом Кисловодск и Карачаево-Черкесией.
Мирный расположен на высоте 800-900 м над уровнем моря, в долине реки Подкумок (протекает южнее посёлка), на южных склонах Боргустанского хребта. Восточнее Мирного находится памятник природы — скала Кольцо (Кольцо-гора), которая представляет собой кольцо диаметром более 8 м, образовавшееся под действием ветра в скалистом отроге хребта. Она описана М. Ю. Лермонтовым в романе «Герой нашего времени»:

«Верстах в трех от Кисловодска, в ущелье, где протекает Подкумок, есть скала, называемая Кольцом; это — ворота, образованные природой; они подымаются на высоком холме, и заходящее солнце сквозь них бросает на мир свой последний пламенный взгляд. Многочисленная кавалькада отправилась туда посмотреть на закат солнца сквозь каменное окошко.» Герой нашего времени. Часть вторая (Окончание журнала Печорина). II. Княжна Мэри

Скала Кольцо входит в число музейных объектов Государственного музея-заповедника М. Ю. Лермонтова, базирующегося в Пятигорске.
Через посёлок проходит автотрасса из Кисловодска в Карачаевск. Расстояние до краевого центра — около 130 км; расстояние до районного центра — около 15 км; расстояние до Кисловодска — 2 км (все расстояния — по прямой). Площадь сельского поселения составляет 6,61 км².

## История
Посёлок Мирный основан в 1957 году карачаевцами, вернувшимися после депортации из Средней Азии.
На 1 марта 1966 года входил в состав территории Зеленогорского сельсовета с центром в посёлке Зеленогорский:23.
До 23 августа 1990 года входил в Нежинский сельсовет. 23 августа 1990 года решением Президиума Ставропольского краевого Совета народных депутатов образован Мирненский сельсовет с центром в посёлке Мирный, включающий посёлки Мирный и Садовая Долина.
До 16 марта 2020 года образовывал сельское поселение посёлок Мирный.

## Население
| 1989  | 2002  | 2010  | 2012  | 2013  | 2014  | 2015  |
| ----- | ----- | ----- | ----- | ----- | ----- | ----- |
| 1385  | ↗1726 | ↗1780 | ↗1827 | ↗1836 | ↗1896 | ↘1835 |
| 2016  | 2017  | 2018  | 2019  | 2020  | 2021  |       |
| ↘1788 | ↗1814 | ↗1851 | ↘1845 | ↗1891 | ↗1896 |       |

Национальный состав
По данным Всероссийской переписи населения 2002 года, в населённом пункте проживали карачаевцы (79,7 %), русские (14,9 %), балкарцы, украинцы, абазины, кабардинцы, армяне, азербайджанцы, кумыки, даргинцы, немцы и другие; всего — представители 16 национальностей.
По итогам переписи населения 2010 года проживали следующие национальности (национальности менее 1 %, см. в сноске к строке «Другие»):
| Национальность | Численность | Процент |
| -------------- | ----------- | ------- |
| Карачаевцы     | 1502        | 84,38   |
| Русские        | 136         | 7,64    |
| Балкарцы       | 32          | 1,80    |
| Кабардинцы     | 21          | 1,18    |
| Другие         | 89          | 5,00    |
| Итого          | 1780        | 100,00  |

## Инфраструктура
- Фельдшерско-акушерский пункт[24] — ул. Совхозная, 5.
- В 1992 году посёлок газифицирован[8].

## Связь
Фиксированная связь и ADSL
Ставропольский филиал Ростелекома.
Сотовая связь 2G/3G/4G
Мегафон, Билайн, МТС.

## Образование
- Начальная общеобразовательная школа № 31[27]. Упразднена в 2020 году.[источник не указан 1022 дня]
- Средняя общеобразовательная школа № 3. Открыта 13 января 2020 года[28]

## Экономика
- ЗАО Птицефабрика «Кольцегорская»[24] — ликвидирована.
- ООО «Нарсан»[24] — розлив минеральной воды. Адрес — ул. Боргустанская, 44.
- ООО «Таулан»[24] — производство мясной продукции. Адрес — ул. Магомедова, 3.

## Религия
Ислам
- Мечеть[29].

## Кладбища
В границах посёлка находятся 3 кладбища:
- вероисповедальное открытое (ул. Комарова), площадь участка 64 тыс. м²;
- вероисповедальное открытое (садовое товарищество «Родничок»), площадь участка 24 тыс. м²;
- общественное открытое (ул. Боргустанская, район последних домов), площадь участка 12 тыс. м²[30].

## Памятники археологии
Согласно Постановлению главы администрации Ставропольского края:
| Название                           | Временной период       | Местоположение                                                                          |
| ---------------------------------- | ---------------------- | --------------------------------------------------------------------------------------- |
| Курганная группа «Кольцо-Гора — 2» | III — II тыс. до н. э. | Восточная окраина пос. Мирный, на гребне гряды                                          |
| Поселение «Мирное — 1»             | сер. I тыс. н. э.      | Северная окраина пос. Мирный                                                            |
| Могильник «Мирный — 1»             | сер. I тыс. н. э.      | Пос. Мирный, центральная часть                                                          |
| Могильник «Мирный — 2»             | сер. I тыс. н. э.      | Пос. Мирный, южная часть, у фермы и инкубатора                                          |
| Укрепление «Левоподкумское — 1»    | сер. I тыс. н. э.      | 400 — 450 м южнее пос. Мирный, левобережная терраса р. Подкумок, район подвесного моста |